# Суецки канал
Суецкият канал (на арабски: قناة السويس,‎‎ Qanā al-Suways) е плавателен канал в Египет, пресичащ Суецкия провлак и свързващ Средиземно море и Червено море. Каналът бележи условната граница между Африка и Азия и представлява съкратена връзка между Атлантическия и Индийския океан. При първоначалното му откриване през ноември 1869 г. каналът има дължина 164 km и дълбочина 8 m. След многократни разширения, през 2010 г. Суецкият канал има дължина 193,3 km, дълбочина 24 m и широчина 205 m.. През 2015 г. каналът е разширен допълнително и движението става двупосочно.
В северния край на канала се намират градовете Порт Саид и Порт Фуад, а в южния му край са градовете Суец и Порт Тауфик. Средната точка на канала е разположена на 3 km северно от третия по големина град в Египет, Исмаилия. Каналът се състои условно от две части, северна и южна, разделени от Голямото горчиво езеро.
Суецкият канал до 2015 г. е еднолентов с места за разминаване на корабите при Балла и в Голямото горчиво езеро. Каналът няма шлюзове и водата протича свободно през него. Като цяло течението на север от Горчивите езера е на север през зимата и на юг през лятото, а на юг от тях се изменя според приливите в Суец.
Каналът значително съкращава транспорта на стоки между Европа и Азия, избягвайки продължителното заобикаляне на Африка. Преди да бъде открит, транспортът между Средиземно и Червено море се осъществява чрез разтоварване на стоките от корабите и придвижването им по суша през провлака. Днес Суецкият канал е държавна собственост и се поддържа от специална Администрация на Суецкия канал със седалище в Порт Фуад. Съгласно Цариградската конвенция от 1888 г., каналът може да бъде използван „по време на война и в мирно време от всеки търговски или военен съд без разлика на неговия флаг“. 
През 2015 г. е открит за движение втори канал, успореден на първия, с дължина 72 km. Новият канал увеличава донякъде пропусквателната способност на съоръжението, но участъци с еднопосочно движение на корабите остават.

## История

### Древни канали между Средиземно и Червено море
Сведения за плавателни канали, свързващи Средиземно и Червено море чрез река Нил, има още от времето на Древен Египет. Според древногръцки източници първото подобно съоръжение е изградено от владетеля Сезострис, идентифициран с фараона Сенусерт II или Сенусерт III (19 век пр.н.е.). Съществува хипотеза, че по това време Червено море е достигало на север до днешното езеро Тимсах, а археологични находки показват наличието на канал, който продължава на север от него към делтата на Нил и е изграден през първата половина на 2 хилядолетие пр.н.е. Не е сигурно дали това е каналът, приписван на Сезострис и дали става дума за плавателен канал или отбранително съоръжение.
Релефните скулптури, описващи експедицията в страната Пунт на първата жена фараон Хатшепсут през 1470 г. пр.н.е., показват как войските се завръщат с морски кораби, което говори в полза на наличието на плавателна връзка между Червено море и Нил. Сведения, подсказващи наличието на такава връзка, има и от времето на фараона Рамзес II през 13 век пр.н.е.

### Изграждане
През 18 век Наполеон Бонапарт пръв замисля построяването на плавателен канал, който да свързва Средиземно с Червено море. Проектът се отхвърля от френските специалисти, защото погрешно е направена оценка, че нивото на Червено море е с около 8,5 m по-високо от това на Средиземно море и е невъзможно построяването му без шлюзове. Грешката е резултат от погрешно измерване по време на египетската експедиция на Наполеон. По-късни измервания показват, че разликата е около 1,2 m и е без значение за построяването на канала.
През 1856 г. Фердинанд дьо Лесепс получава разрешение за концесия от Мохамед Саид паша (управител на Египет и син на Мохамед Али паша) да построи канал чрез компания, създадена от него, която трябва да експлоатира канала през следващите 99 години след откриването му. Великобритания упражнява дипломатически натиск за предотвратяване на строителството на канала. След положителен доклад от международна комисия окончателната концесия е дадена на 5 януари 1858 г. Създадена е компания за строителството (на френски: Compagnie universelle du canal maritime de Suez). Строителните дейности започват на 25 април 1859 година, на място на брега, което по-късно е наречено Порт Саид в чест на Саид паша. Техническите трудности, които стоят пред строителите на канала са огромни. Това е най-големият строителен обект за своето време и трябва да се изпълни в условията на пустинята, далеч от всякаква инфраструктура. Всички материали, инструменти, машини, въглища, желязо и всяко парче дърво трябва да се транспортират от Европа. Изнасянето на изкопания материал отначало се извършва ръчно, с използването на тръстикови кошове, които се пълнят на ръка и изнасят от над 30 хиляди работници. Трябва да се работи под палещото слънце, без питейна вода. На първо време са използвани 1800 камили само за доставка на вода на работещите. През 1863 г. е завършен неголям канал за прясна вода от Нил, който не е предназначен за корабоплаване, а единствено за доставка на прясна вода, първоначално за работниците, а после за селищата, които е трябвало да възникнат около канала. Този канал значително облекчава работата, но все пак смъртността сред работниците е висока. Използвани са не само египетски, но и европейски работници. След като каналът е станал достатъчно дълбок, водата се пуска и по-нататъшните дейности се извършват с драги и новоразработени плаващи транспортни ленти.
Сумата от 200 милиона франка, определена първоначално за строителство на канала, свършва бързо, като по някои данни роля за това изиграват и големите подкупи за дворовете на управниците Саид и наследилия го Исмаил, разходите за реклама и разходите на самия Лесепс. Като цяло разходите надминават над два пъти първоначалната сума. Работата продължава 11 години вместо предвидените първоначално шест. През този период Великобритания продължава усилията си да спре строителството.
Каналът официално е открит за корабоплаване на 17 ноември 1869 г. На официалното откриване присъстват императрицата на Франция Евгения, (съпруга на Наполеон III), императорът на Австро-Унгария Франц Йосиф и министър-председателят на Унгария Андраши, пруският престолонаследник..
- Изкопна машина, снимката е между 1865 и 1890
- Тържественото откриване на Суецкия канал, 1869
- Едни от първите пътешественици през XIX век

Приема се, че операта Аида е написана от Верди именно за церемонията по откриването. Първоначално Верди се възпротивява на отправената към него молба за написване на такова произведение, но после склонява. На церемонията обаче прозвучава Риголето, тъй като Верди не успява да завърши в срок Аида.
Първите години на експлоатация не носят големи приходи, но влиянието на канала върху световната търговия се усеща скоро.
Влиянието на Суецкия канал за развитието на транспорта и търговията, както и на историята на човечеството е толкова голямо, че през 1997 една сбирка от записи, чертежи и фотографии за строителството на канала е обявена от Юнеско за Световно документално наследство. Сбирката се съхранява в египетското посолство в Париж.

### Суецка криза от 1956 г.
Великобритания и САЩ оттеглят предварително дадената си подкрепа за изграждането на Асуанската язовирна стена заради започващите преговори и споразуменията, които осъществява Египет със Съветския съюз. Като следствие от това и поради необходимостта от осигуряване на финансирането на проекта, египетският президент Гамал Абдел Насър извършва национализация на канала, с което се цели да се използват таксите от преминаващите кораби за изграждане на язовира. През същия ден Насър затваря Тиранския проток, през който преминава единствената връзка към Индийския океан за всички кораби на Израел.  Това довежда до започването на инвазия в Египет от страна на Израел, Великобритания и Франция. Събитията са известни като Суецка криза. Според предварителните планове на съюзниците, Израел трябва да нахлуе в Синайския полуостров, което да предизвика военни действия от страна на Египет, а Великобритания и Франция да се намесят на страната на Израел под предлог, че пазят Суецкия канал.
Тогава канадският дипломат Лестър Пиърсън предлага създаването на умиротворителна група под егидата на ООН, която да предотврати разрастването на конфликта и изтеглянето на Израел от окупираните територии. На 4 ноември 1956 г. повечето нации гласуват в подкрепа на плана, а САЩ продават британски лири, за да притиснат Великобритания да се оттегли. Впоследствие Пиърсън получава Нобелова награда за мир, а частите на ООН помагат за разчистването на канала от потъналите кораби и отварянето му през 1957 г., като след това следят за безопасното преминаване на кораби по него и за мира в Синай.

### Арабско-израелски войни от 1967 и 1973 г.
През май 1967 г., Насър нарежда на мироопазващите сили на ООН да напуснат Синай, включително зоната на Суецкия канал. Израел се противопоставя на затварянето на Тиранския проток за израелското корабоплаване. Каналът е затворен за израелски кораби още през 1949 г., с изключение на кратък период през 1951 – 1952 г.
След Шестдневната война от 1967 г. каналът е закрит от египетска блокада до 5 юни 1975 г. В резултат на това 15 товарни кораба, известни като „Жълтия флот“, остават в канала за над осем години.
През 1973 г., по време на войната от Йом Кипур, каналът е сцена на мащабно форсиране от египетската армия и навлизане в заетия от Израел Синайски полуостров, както и на последвалата по-късно контраатака на израелската армия в Египет.
След войната САЩ започват операция по почистването на Суецкия канал от мини и потопени кораби. Десантният кораб USS Iwo Jima (LPH-2) е изпратен към канала, пренасяйки 12 хеликоптера-миночистача Sikorsky CH-53 Sea Stallion. Те почистват канала частично между май и декември 1974 г. Iwo Jima е сменен от USS Barnstable County (LST1197). Британският Кралски флот съответно започва „Операция Реостат“ и група 65.2 осигурява за „Rheostat One“ (шест месеца през 1974 г.) миночистачите HMS Maxton, HMS Bossington и HMS Wilton (M1116), водолазен флотски екип (FCDT)  и HMS Abdiel (N21), минен заградител/кораб за противоминна борба. За операция Rheostat Two (6 месеца през 1975 г.) са осигурени минотърсачите HMS Hubberston и HMS Sheraton, както и HMS Abdiel. Когато операциите по прочистването са завършени, каналът и езерата му са обявени за 99% изчистени от мини. След това каналът е повторно отворен от египетския президент Ануар Садат през 1975 г. от борда на египетски разрушител, който води първия конвой в северна посока към Порт Саид. Заедно с него е и иранският престолонаследник Реза Кир Пахлави, делегиран да представлява баща си, Мохамед Реза Пахлави, шах на Иран. Крайцерът „USS Little Rock (CL-92“) е единственият американски военноморски кораб в конвоя.

## Корабоплаване
По протежението на канала няма изградени шлюзове. Причината за това е, че разликата в морските равнища в двата края на канала е минимална и не оказва съществено значение при корабоплаването. Преди последното разширение по него могат да преминават кораби и танкери с водоизместимост до 150 000 тона. Максималната дълбочина е 16 m, но през 2010 г. е увеличена до 24 m. Каналът има един фарватер.
Каналът позволява преминаването на кораби с дълбочина на газене 20 m и водоизместимост до 240 000 тона и до 68 m височина над нивото на водата, както и дължина до 77,5 m при определени условия. 
Каналът може да пропуска по-големи кораби от тези, които могат да преминават през Панамския канал. Някои супертанкери са твърде големи за преминаване през канала. Възможно е да се разтовари част от товара, да се превози от кораби, които са собственост на канала и да се натовари отново след преминаването му.
Тъй като до 2015 г. каналът не позволява постоянно двупосочно движение, всички кораби преминават в организирани конвои при 24-часов трафик. Разминаването на пътуващите в противоположни посоки конвои се извършва на две точно определени места – раздвоението Балах и Голямото Горчиво езеро. Ежедневно през канала преминават три конвоя: два в южна посока и един в северна. Всеки ден в 04:00 от Суец тръгва конвоят, насочен на север, а синхронизирано с него в 03:30 от Порт Саид тръгва първият конвой, насочен на юг. Той достига до Голямото горчиво езеро и изчаква конвоя, пътуващ на север, за да се разминат. След разминаването конвоят продължава на север от езерото, където каналът се раздвоява и се разминава с втория конвой, пътуващ на юг. Преминаването на канала продължава 11 – 16 часа при средна скорост от 8 възела (15 km/h). Ниската скорост на плавателните съдове спомага за защита на бреговете от ерозията, образуваща се от вълните.
До 1955 г. приблизително две трети от нефта за Европа е преминавал през канала. Днес около 7,5% от световната морска търговия се осъществява през Суецкия канал.

## Втори канал
През август 2014 г. започва строителството на успореден канал с дължина 72 km. Пробната експлоатация на втория етап на канала започва на 25 юли 2015 г., тържественото откриване става на 6 август 2015 г. По втория канал се осигурява двупосочно движение на корабите. Очаква се, че експлоатацията на втория канал ще повиши приходите от 5,3 до над 13 млрд. долара годишно. Времето за преминаване на корабите по канала се съкращава до 11 часа, а пропускателната способност нараства до 97 кораба на денонощие. В строителството активно е участвала армията на страната, а във финансирането на проекта се е включило цялото население на Египет.

## Връзки между бреговете
Каналът разделя Синайския полуостров от останалата част на Египет и се намира в близост до границата с Израел и Палестинската автономия. Има 14 фериботни връзки за автомобили и пътници. Освен това от север на юг е пресичан от следните инфраструктурни обекти:
- Египетско-японски мост на дружбата. Открит е на 9 октомври 2001 г. В строежа му са участвали две египетски и една японска компании. Това е висящ автомобилен мост от вантов тип, разположен в близост до град Ал Кантара.
- Железопътен мост Ел Фердан. Мостът се намира на около 20 km северно от Исмаилия и е изграден през 2001 г. Това е най-дългият въртящ се мост в света. Дълъг е в средата 340 m и има две дължини към сушата по 150 m.Ел Фердан, най-дългият въртящ се мост в света, през по-голямата част от времето е отворен и затваря само при преминаване на влакове. На същото място е имало друг железопътен мост, разрушен през 1967 г. по време на арабско-израелския конфликт.
- Водопровод, преминаващ под канала. Намира се на около 57 km северно от Суец. Пренася сладка вода към Синай.
- Тунел Ахмед Хамди. Изграден е в началото на 1980-те години и се намира южно от Голямото горчиво езеро.
- В района на Суец преминава 500 kV електропровод.
- На западния бряг на канала преминава по цялата му дължина железопътна линия.
- На 9 октомври 2001 г. е открит мостът „Мубарак“, който свързва Порт Саид и Измаил. Височината на моста е 70 m, а дължината му е 3,9 km. Строителството му продължило 4 години.

### Бъдещи проекти
Планирани са шест нови тунела за автомобили и влакове под канала. Тунелът Ахмед Хамди е единственият тунел, свързващ Суец със Синай.

## Алтернативни пътища

### Около Иглен нос
Основният алтернативен път е около Иглен нос, представляващ най-южната точка на Африка. Нарича се още и път около нос Добра надежда. Това е бил основният маршрут преди откриването на Суецкия канал. Това е и основният маршрут за кораби, които са много големи за преминаване през канала. В началото на 21 век този маршрут става отново популярен и поради засиленото пиратство около Сомалия. По направени оценки, между 2008 и 2010 г. Суецкият канал е загубил около 10% от трафика като следствие от пиратството и още 10% от финансовата криза. Танкерите с нефт, които пътуват от Саудитска Арабия до САЩ, трябва да преминат 2700 морски мили или 4345 km в повече отколкото през канала. През Суецкия канал пътят Бомбай-Риека се съкращава с над 10000 km, а пътят Лондон-Бомбай с 8900 км.
Преди откриването на канала през 1869 г. често пъти товарите се претоварвани от корабите и транспортирани по суша между Червено море и Средиземно море.

### През северните морета
През последните години промяната на климата в Арктика и намаляването на леда в северните морета прави възможно търговски кораби да преминават от Европа до Източна Азия през един период от шест до осем седмици през лятото. Този маршрут е много по-кратък от маршрута през Суецкия канал. Съгласно изследвания на учени, увеличаването на лятото в Арктика ще доведе до възможност за преминаване без помощта на ледоразбивачи за все по-голям период от време.
Базираната в Бремен Beluga Shipping съобщава, че е първата западна компания, която използва северния маршрут без използванто на ледоразбивачи. По този начин разстоянието между Корея и Ротердам се намалява с около 4000 морски мили или над 7000 km в сравнение с пътя през Суецкия канал.

### ЖП линия през пустинята Негев
Израел обявява, че ще изгради високоскоростна ЖП-линия през пустинята Негев, която трябва да е конкуренция на връзката през Суецкия канал. Тази линия трябва да бъде двупосочна, със скорост до 300 km в час и да превозва пътници и товари между Ашдод и Ейлат, т.е Средиземноморието с Индийски океан. (на английски: High-speed railway to Eilat)

## Въздействие върху околната среда
Отварянето на канала и свързването на Средиземно море и Червено море прави възможно преминаването на солена вода между двете морета. Тъй като нивото на водата в Червено море е с 1,2 m по-високо от водата в източната част на Средиземно море, потокът на водата между Средиземно море и средата на канала при Горчивите езера преминава на север през зимата и на юг през лятото. На юг от Горчивите езера потокът е в зависимост от приливите в Суец. Горчивите езера, които в миналото са били езера с висока соленост, дълго време са естествена преграда за миграцията на животински видове от Червено море към Средиземно море. С изравняването на солеността на Горчивите езера с тази на Червено море, тази преграда изчезва и растения и животински видове от Червено море започват да се настаняват в източната част на Средиземноморието. Тъй като Червено море е по-солено и по-бедно на хранителни вещества от Атлантическия океан, организмите му имат предимства спрямо органичния живот от Атлантика. Тази миграция на организмите се нарича миграция на Лесепс. Допълнително въздействие оказва от 1968 г. и работата на Асуанския язовир, изграден на Нил. Количеството на прясната вода, която се влива от делтата на Нил, е намалено вследствие на дейността на хората и по този начин е намалено разреждането на солената морска вода и тя се повишава и доближава до тази на Червено море.
Проникващите през канала от Червено море растителни и животински видове в Средиземноморието се превръщат в основна част от екосистемата на Средиземно море и имат сериозно въздействие върху екологията, заплашвайки много местни растителни и животински видове. Над 300 растителни и животински вида от Червено море са открити в Средиземноморието и със сигурност има още.

## Канал за прясна вода
Поради това, че провлакът на Суец в началото е бил чисто пустинен без питейна вода, е установено още по време на първата концесия, че трябва да се изгради канал на прясна вода от Нил до Исмаилия и по-нататък до Суец. Този канал е част от разширяващите се области с напояване. 
Каналът Исмаилия днес служи за осигуряване с прясна вода на около 12 милиона души, живеещи около канала. Между Кайро и Исмаилия има изградени осем станции за обработка на водата, в които водата се филтрира и хлорира. При направено през 2004 година изследване тази вода е чиста от колибактерии, но замърсена с микробиологични, органични и неорганични замърсявания. Необходимо е внедряване на подходящи за местния климат методи за пречистването на водата.